# دوست دارم‌ها
«دوست دارم‌ها» (به انگلیسی: I Love You's) ترانه‌ای از خوانندهٔ آمریکایی هیلی استاینفلد می‌باشد که در ۲۶ مارس سال ۲۰۲۰ از سوی ریپابلیک رکوردز منتشر گردید. در این ترانه از «هیچ دوست دارمی» اثر آنی لنکس نمونه‌برداری شده‌است و به همین دلیل نام دیوید فریمن و جوزف هیوز نیز به‌عنوان ترانه‌پرداز در فهرست عوامل ذکر شده‌اند. این ترانه به‌عنوان دومین تک‌آهنگ از دومین ئی‌پی استاینفلد تحت عنوان داستان نیمه تمام منتشر شده‌است.